# Puerto-Rico-Graben

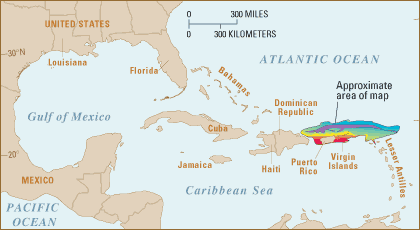
Lage des Puerto-Rico-Grabens

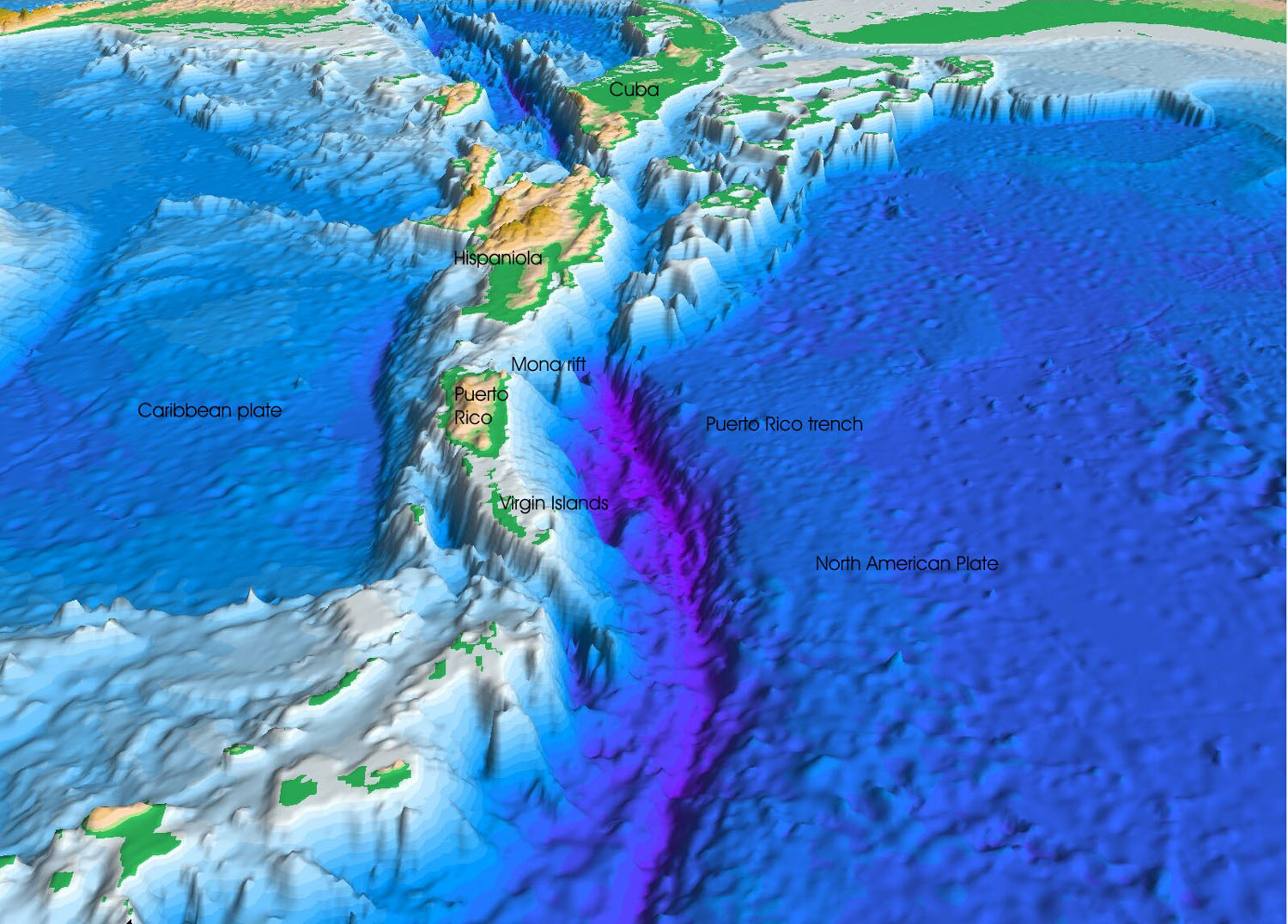
Perspektivische Ansicht des Meeresbodens im Atlantik und in der Karibik. Links unten die Antillen, oben rechts Florida. Die Violettfärbung markiert den Puerto-Rico-Graben.

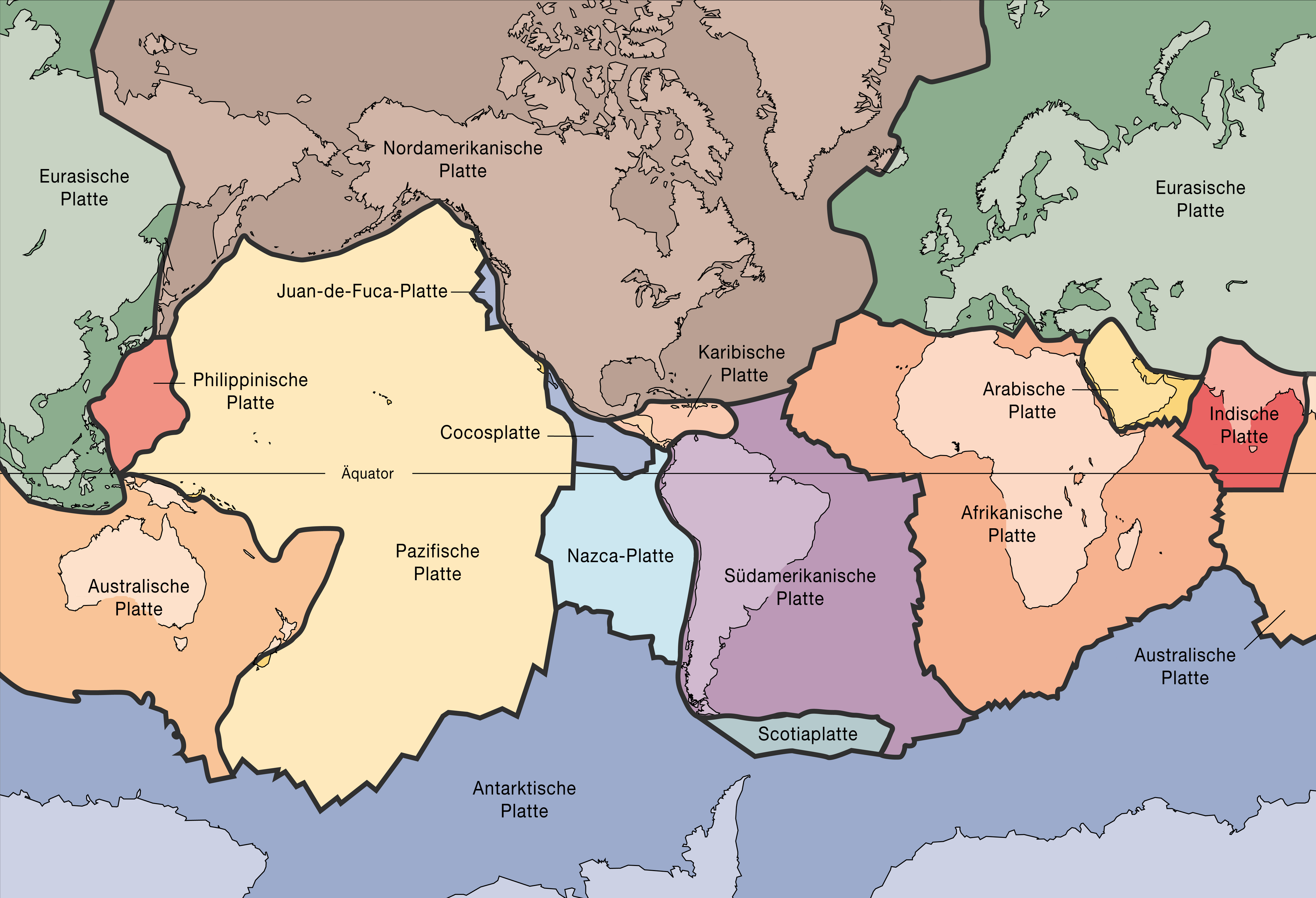
Tektonische Platten mit Kontinenten im Hintergrund

Der Puerto-Rico-Graben ist eine bis 9219 m (nach anderen Angaben bis 8380 m) tiefe und 800 km lange Tiefseerinne im Westen des Atlantischen Ozeans, welche die tiefste Stelle im Atlantik enthält.

## Geographie
Der Puerto-Rico-Graben liegt direkt nördlich der Nahtstelle der Großen- und Kleinen Antillen am Südwestrand des Nordatlantiks. Er befindet sich zwischen dem Nordamerikanischen Becken in der Sargassosee im Nordwesten, Norden und Nordosten, dem Guyanabecken im Osten und Südosten und der zu den Inseln über dem Winde gehörenden Leewardinseln im Südosten, Puerto Rico im Süden und der Dominikanischen Republik im Südwesten und Westen.

## Geologie
Der Puerto-Rico-Graben bildet den nördlichen Teil der tief eingeschnittenen Nahtstelle von Nordamerikanischer Platte im Norden und Karibischer Platte im Süden.

## Erforschung
Die Tiefseerinne war schon mehrfach Ziel wissenschaftlicher Untersuchungen, da sie aufgrund ihrer Nähe zum Festland schnell zu erreichen ist. Anfangs wurde die Wassertiefe mit Tiefloten gemessen. Während der Challenger-Expedition wurde am 26. März 1876 eine Tiefe von 3875 Faden (7087 m) gemessen. Am 27. Januar 1883 wurde durch eine Lotung von Bord des ozeanographischen Forschungsschiff U.S.C. & G.S.George S. Blake eine Tiefe von 4561 Faden (8341 m) ermittelt und diese Stelle wurde nach Willard H. Brownson als Brownson Deep benannt.

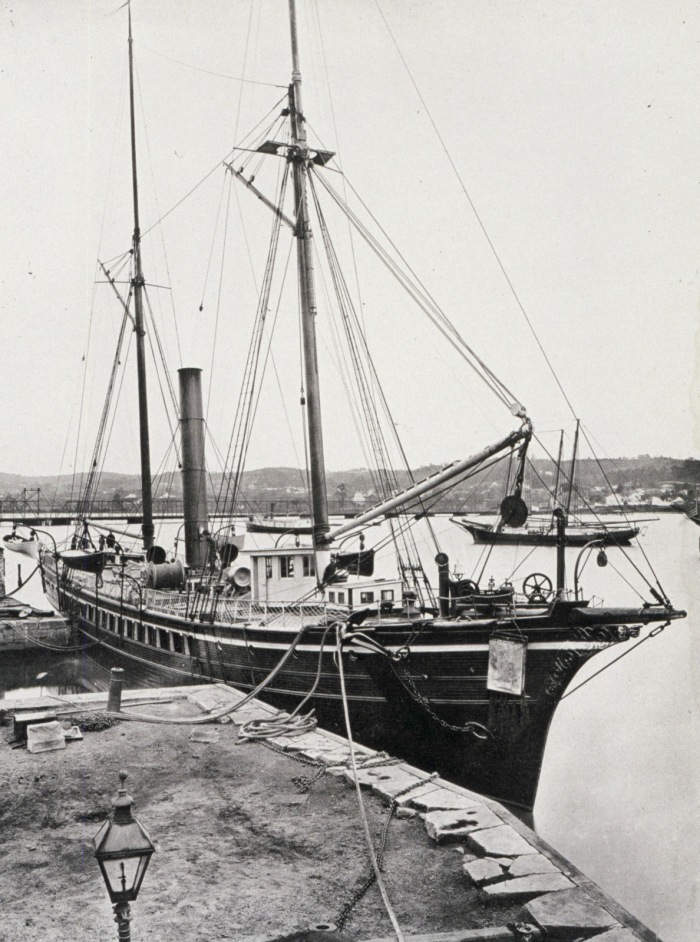
U.S.C. & G.S.George S. Blake

Die ersten Echolotungen erfolgten von Bord der Milwaukee. Am 14. Februar 1939 wurde mit einem NM-9 Echolot eine Tiefe von 4780 Faden (8741 m) gemessen und nach Anwendung einer Korrekturtafel ergab sich ein Wert von 5041 Faden (9219 m). Diese Stelle trägt seither den Namen Milwaukeetief. Eine 1955 mittels Echolot erfolgte Vermessung der Tiefseerinne durch Maurice Ewing und Bruce C. Heezen ließen auf einen flachen Boden in einer Tiefe von 8380 m schließen.
Um Theorien zur Entstehung dieser Tiefseerinne zu prüfen, wurden mittels refraktionsseismischer Untersuchungen in den Jahren 1954 und 1959 der Aufbau der Lithosphäre im Bereich des Puerto Rico Grabens untersucht. Dabei wurde festgestellt, dass sich die Mohorovičić-Diskontinuität in Tiefen zwischen 9 und 12 km unter der Meeresoberfläche befindet.

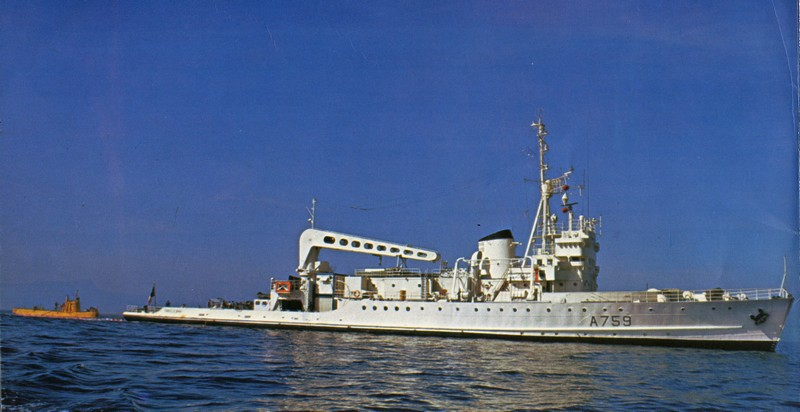
Der französische Bathyscaph Archiméde und sein Mutterschiff Marcel Le Bihan

1964 wurde im Rahmen der Operation Deepscan in amerikanisch-französischer Kooperation erstmals Tauchgänge durchgeführt. Die französische Marine unterstützte das Projekt mit dem Tiefsee-Tauchboot Archimède und dessen Mutterschiff Marcel Le Bihan.
Von amerikanischer Seite waren das Forschungsschiff USNS Robert D. Conrad des Lamont-Doherty Earth Observatory und das Forschungsschiff Atlantis II des Ozeanographischen Instituts in Woods Hole im Einsatz. Bei zwölf Tauchgängen wurden u. a. Gesteinsproben entnommen.
Am 19. Dezember 2018 erreichte der Texaner Victor Vescovo mit seinem Tiefsee-Tauchboot Limiting Factor während eines sechsstündigen Tauchgangs mit 8.376 m den Grund der Tiefseerinne.